# Campeonato Europeo de Gimnasia Artística de 1985
El XVI Campeonato Europeo de Gimnasia Artística se celebró en dos sedes distintas: el concurso masculino en Oslo (Noruega) y el concurso femenino en Helsinki (Finlandia) en el año 1985. El evento fue organizado por la Unión Europea de Gimnasia (UEG).

## Resultados

### Masculino
| Evento                 | Oro                                                             | Plata                                                                      | Bronce                                                                        |
| ---------------------- | --------------------------------------------------------------- | -------------------------------------------------------------------------- | ----------------------------------------------------------------------------- |
| Concurso completo ind. | Dmitri Bilozerchev Unión Soviética                              | Valentin Mogilni Unión Soviética                                           | Vladimir Gogoladze Unión Soviética                                            |
| Suelo                  | Dmitri Bilozerchev Unión Soviética                              | Philippe Vatuone Francia                                                   | Laurent Barbieri Francia                                                      |
| Caballo con arcos      | Dmitri Bilozerchev Unión Soviética                              | György Guczoghy · Hungría · Silvio Kroll · República Democrática Alemana · |                                                                               |
| Anillas                | Dmitri Bilozerchev Unión Soviética                              | Valentin Mogilni Unión Soviética                                           | Valentin Pintea · Rumania ·                                                   |
| Salto de potro         | Silvio Kroll República Democrática Alemana                      | Dmitri Bilozerchev Unión Soviética                                         | Zsolt Borkai · Hungría · Albert Haschar · Alemania Occidental ·               |
| Paralelas              | Dmitri Bilozerchev Unión Soviética                              | Silvio Kroll República Democrática Alemana                                 | Vladimir Gogoladze Unión Soviética Ulf Hoffmann República Democrática Alemana |
| Barra fija             | Dmitri Bilozerchev · Unión Soviética · Zsolt Borkai · Hungría · |                                                                            | Marius Gherman · Rumania ·                                                    |

### Femenino
| Evento                 | Oro                                                                         | Plata                                     | Bronce                                       |
| ---------------------- | --------------------------------------------------------------------------- | ----------------------------------------- | -------------------------------------------- |
| Concurso completo ind. | Yelena Shushunova Unión Soviética                                           | Maxi Gnauck República Democrática Alemana | Oxana Omelianchik Unión Soviética            |
| Salto de potro         | Yelena Shushunova Unión Soviética                                           | Ecaterina Szabo · Rumania ·               | Dagmar Kersten República Democrática Alemana |
| Barras asimétricas     | Yelena Shushunova Unión Soviética Maxi Gnauck República Democrática Alemana |                                           | Oxana Omelianchik Unión Soviética            |
| Barra                  | Oxana Omelianchik Unión Soviética                                           | Hana Říčná Checoslovaquia                 | Yelena Shushunova Unión Soviética            |
| Suelo                  | Yelena Shushunova Unión Soviética                                           | Oxana Omelianchik Unión Soviética         | Daniela Silivaş · Rumania ·                  |

## Medallero
| Núm. | País           | Oro | Plata | Bronce | Total |
| ---- | -------------- | --- | ----- | ------ | ----- |
| 1    | URSS           | 11  | 4     | 5      | 20    |
| 2    | RDA            | 2   | 3     | 2      | 7     |
| 3    | Hungría        | 1   | 1     | 1      | 3     |
| 4    | Rumania        | 0   | 1     | 3      | 4     |
| 5    | Francia        | 0   | 1     | 1      | 2     |
| 6    | Checoslovaquia | 0   | 1     | 0      | 1     |
| 7    | RFA            | 0   | 0     | 1      | 1     |
|      | TOTAL          | 14  | 11    | 13     | 38    |